# Wigston Parva
Wigston Parva est une paroisse civile et un hameau du Leicestershire, en Angleterre.